# Лінн Сван
Лінн Марія Сван (9 грудня 1999 , Ликселе, Вестерботтен ) — шведська лижниця, переможниця етапів Кубка світу, володарка Малого кришталевого глобуса в спринті, бронзова призерка чемпіонату світу серед юніорів в естафеті (2019). Спеціалізується на спринтерських дисциплінах.

## Спортивна кар'єра
Перших успіхів на міжнародному рівні Лін Сван досягнула ще юніоркою. На Чемпіонаті світу серед юніорів-2019 у Лахті вона виборола бронзову медаль в естафеті. Кілька тижнів по тому дебютувала в Кубку світу. Це сталося 16 березня 2019 року у шведському Фалуні, де вона в спринті посіла 21-ше місце.
Наступного сезону Лін досягнула перших значних успіхів на дорослому рівні. 14 грудня 2019 року вона здобула першу перемогу на етапі Кубка Світу у швейцарському Давосі. Далі були перемоги в особистому спринті в Дрездені та Фалуні.

## Результати за кар'єру
Усі результати наведено за даними Міжнародної федерації лижного спорту.

### Чемпіонати світу
| Рік  | Вік | 10 км індивідуальні пер. | 15 км скіатлон | 30 км мас-старт | Спринт | 4 × 5 км естафета | Командна першість спринт |
| ---- | --- | ------------------------ | -------------- | --------------- | ------ | ----------------- | ------------------------ |
| 2021 | 21  | —                        | —              | —               | 11     | —                 | —                        |

### Кубки світу

#### Підсумкові місця в Кубку світу за роками
| Сезон | Вік | Місце в дисципліні | Місце в дисципліні | Місце в дисципліні | Місце в дисципліні | Місце в Скі Тур | Місце в Скі Тур | Місце в Скі Тур | Місце в Скі Тур   | Місце в Скі Тур |
| Сезон | Вік | Загалом            | Дистанція          | Спринт             | Ю-23               | Nordic Opening  | Тур де Скі      | Скі Тур 2020    | Фінал Кубка світу |                 |
| ----- | --- | ------------------ | ------------------ | ------------------ | ------------------ | --------------- | --------------- | --------------- | ----------------- | --------------- |
| 2019  | 19  | 99                 | —                  | 65                 | —                  | —               | —               | Н/Д             | —                 |                 |
| 2020  | 20  | 16                 | 39                 | 1                  | 2                  | —               | —               | 31              | Н/Д               |                 |
| 2021  | 21  | 7                  | 14                 | 3                  | 1                  | 7               | 14              | Н/Д             | Н/Д               |                 |

#### П'єдестали в особистих дисциплінах
- 9 перемог – (5 КС, 4 ЕКС)
- 10 п'єдесталів – (6 КС, 4 ЕКС)

| №  | Сезон   | Дата              | Місце пров.             | Перегони          | Рівень           | Місце |
| -- | ------- | ----------------- | ----------------------- | ----------------- | ---------------- | ----- |
| 1  | 2019–20 | 14 грудня 2019    | Давос (Швейцарія)       | 1,5 км спринт В   | Кубок світу      | 1-ше  |
| 2  | 2019–20 | 11 січня 2020     | Дрезден (Німеччина)     | 1,3 км спринт В   | Кубок світу      | 1-ше  |
| 3  | 2019–20 | 8 лютого 2020     | Фалун (Швеція)          | 1,4 км спринт К   | Кубок світу      | 1-ше  |
| 4  | 2019–20 | 4 березня 2020    | Konnerud (Норвегія)     | 1,2 км спринт В   | Кубок світу      | 3-тє  |
| 5  | 2020–21 | 27 листопада 2020 | Рука (Фінляндія)        | 1,4 км спринт К   | Етап кубка світу | 1-ше  |
| 6  | 2020–21 | 1 січня 2021      | Val Müstair (Швейцарія) | 1,4 км спринт В   | Етап Кубка світу | 1-ше  |
| 7  | 2020–21 | 2 січня 2021      | Val Müstair (Швейцарія) | 10 км мас-старт К | Етап Кубка світу | 1-ше  |
| 8  | 2020–21 | 9 січня 2021      | Val di Fiemme (Італія)  | 1,3 км спринт К   | Етап Кубка світу | 1-ше  |
| 9  | 2020–21 | 30 січня 2021     | Falun (Швеція)          | 10 км мас-старт К | Кубок світу      | 1-ше  |
| 10 | 2020–21 | 31 січня 2021     | Falun (Швеція)          | 1,4 км спринт К   | Кубок світу      | 1-ше  |

#### П'єдестали в командних дисциплінах
- 2 перемоги – (2 КС)
- 3 п'єдестали – (3 КС)

| № | Сезон   | Дата           | Місце пров.          | Перегони                        | Рівень      | Місце | Тов. по команді |
| - | ------- | -------------- | -------------------- | ------------------------------- | ----------- | ----- | --------------- |
| 1 | 2019–20 | 22 грудня 2019 | Планиця (Словенія)   | 6 × 1,2 км командний спринт В   | Кубок світу | 1-ше  | Дальквіст       |
| 2 | 2019–20 | 12 січня 2020  | Дрезден (Німеччина)  | 12 × 0,65 км командний спринт В | Кубок світу | 1-ше  | Дальквіст       |
| 3 | 2020–21 | 7 лютого 2021  | Ульрісегамн (Швеція) | 6 × 1,5 км командний спринт В   | Кубок світу | 2-ге  | Дальквіст       |